# Teodorówka-Kolonia
Teodorówka-Kolonia (prononciation : [tɛɔdɔˈrufka kɔˈlɔɲa]) est un village polonais de la gmina de Frampol dans le powiat de Biłgoraj de la voïvodie de Lublin dans l'est de la Pologne.
Il se situe à environ 7 kilomètres à l'est de Frampol (siège de la gmina), 15 kilomètres au nord de Biłgoraj (siège du powiat) et 65 kilomètres au sud de Lublin (capitale de la voïvodie).
Le village comptait approximativement une population de 171 habitants en 2008.

## Histoire
De 1975 à 1998, le village est attaché administrativement à la voïvodie de Zamość.

Depuis 1999, il fait partie de la voïvodie de Lublin.